# Nannoniscus profundus
Nannoniscus profundus is een pissebed uit de familie Nannoniscidae. De wetenschappelijke naam van de soort is voor het eerst geldig gepubliceerd in 1982 door Svavarsson.